# Рудня (город)
Ру́дня — город (с 1926 года) в  Смоленской области России. Административный центр Руднянского района. Образует Руднянское городское поселение.
Население — 8490 чел. (2024).

## География
Город расположен в 6 км от границы с Беларусью, на Витебской возвышенности на реке Малая Березина (приток Березины), в 68 км от Смоленска.
В 10 км к северу от Рудни расположена Руднянско-Микулинская конечно-моренная гряда, образовавшаяся в результате не менее трёх оледенений. Последний ледник, задержавшись в районе современной Рудни и Микулина, сформировал гряду высотой более 60 м и шириной около 2 км.

### Климат
Преобладает умеренно континентальный климат. Июль самый тёплый месяц в году, его средняя температура составляет около 21,8 °C, а самый холодный — январь, со средней температурой −10,0 °C.
Среднегодовое количество осадков — 430 мм.

## История
Первые упоминания о Рудне датируются примерно 1363 годом. Тогда название поселения упоминается как Ро́дня (относительное прилагательное от слова род), что означало «плодородный, урожайный» (для сравнения: пол. rodny с идентичным значением). Современное название Рудня возникло позднее под влиянием топонима Рудня: реки Рудня с водами «ржавого» (красно-коричневого) цвета и названных по ней селений.
Толчок в развитии Рудня получила во второй половине XIX века, когда через населённый пункт последовательно были построены шоссе Витебск — Смоленск (1856 год) и железная дорога Рига — Орёл (1868 год).
30 июня 1919 года четыре белорусские волости, включая Руднянскую, Микулинскую и Любавичскую, вошли в состав Смоленской губернии.  В 1926 году Рудня получила статус города, а в 1929 году стала районным центром.
Годы Великой Отечественной войны
14 июля 1941 года город был оккупирован немецко-фашистскими войсками.
14 июля 1941 года стал местом первого боевого применения «Катюш», когда батарея реактивных миномётов И. А. Флёрова прямой наводкой накрыла скопление немцев на Базарной площади города. После захвата Витебска и угрозы формирования котла, когда в окружение попадали советские войска, а командарм Конев и командующий западным направлением Ерёменко чудом избежали гибели или плена вместе со штабами, дислоцировавшимися в Рудне, сложилась критическая ситуация. Поэтому командование приняло решение нанести первые реактивные залпы именно на этом участке фронта. Обеспечить надёжное прикрытие организованного отступления войск и штабов трёх корпусов и 19-й армии под Рудней руководство 14 июля 1941 года поручило капитану Адильбекову Г.А. — командиру сводного танкового батальона, объединившего все боевые машины 102-го танкового полка 51-й танковой дивизии. В аналогичной ситуации, ещё 11 июля под Витебском он также прикрывал отступление пехотных подразделений. Залпы «Катюш» оказали поддержку танкистам в сдерживании наступающего 39-го моторизованного корпуса Гота. В честь этого события в городе стоит монумент — «Катюша» на пьедестале.
29 сентября 1943 года войсками Калининского Фронта в ходе Духовщинско-Демидовской операции город был освобождён силами 39-й и 43-й армий.

## Население
| 1931    | 1939    | 1959  | 1970    | 1979    | 1989    | 1992    | 1996    | 1998    |
| ------- | ------- | ----- | ------- | ------- | ------- | ------- | ------- | ------- |
| 2900    | ↗7347   | ↗8152 | ↗10 438 | ↗11 019 | ↗11 032 | ↘11 000 | →11 000 | ↘10 800 |
| 2000    | 2001    | 2002  | 2003    | 2005    | 2006    | 2007    | 2008    | 2009    |
| ↘10 700 | ↘10 600 | ↘9853 | ↗9900   | ↘9800   | ↘9700   | ↘9600   | ↘9500   | ↘9420   |
| 2010    | 2011    | 2012  | 2013    | 2014    | 2015    | 2016    | 2017    | 2018    |
| ↘9300   | ↗10 000 | ↘9954 | ↘9867   | ↘9803   | ↘9652   | ↘9537   | ↘9484   | →9484   |
| 2019    | 2020    | 2021  | 2024    |         |         |         |         |         |
| ↘9452   | ↗9463   | ↘8908 | ↘8490   |         |         |         |         |         |

На 1 января 2025 года по численности населения город находился на 961-м месте из 1124 городов Российской Федерации.

## Застройка

### Улицы и площади
| Официальное название | Историческое название              | Бывшие названия        |
| Колхозная улица      | Микулинская улица Руднянская улица |                        |
| Киреева улица        | Орловско-Рысков улица              | Социалистическая улица |
| Льноводческая улица  | Мещанская улица                    |                        |
| Пушкинская улица     | Цыганская улица                    |                        |

До нашего времени не сохранилось трасса Панской улицы. Кооперативная (бывшая Любавицкая) улица на современных картах не указана и, возможно, исчезла. Исторический Рынок не имеет официального названия.

## Экономика
Сегодня город Рудня является экономическим центром животноводческого района. В городе и его окрестностях располагаются предприятия по переработке сельскохозяйственного сырья, такие как льнозавод, комбинат по производству молочных консервов и сухих овощей и другие.
Предприятия
Наиболее значимыми в экономике города и окрестностей являются:
- ОАО «Росевроглас» — предприятие стекольной и фаянсо-фарфоровой промышленности (химико-лабораторная посуда, термометры, выращивание полудрагоценных камней, стеклянные бутылки и банки);
- ЗАО «Рудняконсервмолоко» — предприятие молочной промышленности (производство молока и молочных продуктов) — официальный спонсор ФК «Рудня»;
- ООО «Руднянский хлебокомбинат» — предприятие хлебопекарной промышленности (производство хлебобулочных и кондитерских изделий)

## Культура

#### Руднянский исторический музей
Экспозиция Руднянского исторического музея, открытого в 1980 году, включает четыре зала, посвященных истории Руднянского района: «Крестьянский быт», «Установление и упрочнение советской власти в Руднянском районе», «Рудня в годы Великой Отечественной войны» и «Знаменосец Победы».

#### Памятник «Скорбящая мать»
В 1970 году в Реадовском парке города Рудня Смоленской области был установлен мемориал «Скорбящая мать» на братской могиле более трёх тысяч человек. Летом и осенью 1942 года в оврагах Реадовки проводились групповые расстрелы смоленских подпольщиков и партизан. Скульптура матери установлена на фоне мемориальной стены, изображающей казнь.

#### Бюст Героя Советского Союза М. А. Егорова
В сквере ветеранов на улице Егорова в городе Рудня Смоленской области установлен бюст уроженца Руднянского района, Героя Советского Союза Михаила Алексеевича Егорова (1923–1975). Во время оккупации Смоленской области он вступил в партизанский отряд, а с декабря 1944 года воевал на 1-м Белорусском фронте. 1 мая 1945 года Михаил Егоров вместе с Мелитоном Кантария водрузил Знамя Победы на крыше Рейхстага.

#### Реактивная установка «БМ-13
В городе Рудня Смоленской области на улице Киреева установлен памятный знак «Реактивная установка «БМ-13» в честь первой в мире ракетной батареи капитана И. А. Флёрова. 14 июля 1941 года батарея произвела первый боевой залп по немецким войскам на Базарной площади города Рудня. Монумент «Катюша» — гвардейский миномёт установлен на железобетонном постаменте в память о боевых действиях июля 1941 года под Рудней и Оршей;

#### Другие объекты
- Дом-музей М. А. Егорова;
- Церковь Казанской иконы Божией Матери.

### Утраченные исторические объекты
- Костел (XVIII в.)

## Транспорт
Одноимённая железнодорожная станция соединяет город со Смоленском, а ранее и Витебском. Междугороднее автобусное сообщение в Смоленск, Понизовье, Шмыри, Микулино.
В Рудне начинается региональная автодорога Р120 «Рудня — Орёл».

## Уроженцы
- Александр Петрович Мозолёв (6 марта 1910 — 1 июля 1970) — белорусский советский живописец, график и педагог. Участник Великой Отечественной войны.
- Валентина Тимофеевна Петрачкова (21 мая 1939 — 20 сентября 2021) — советская актриса, заслуженная артистка Белорусской ССР (1984).